# Apple Arcade
Apple Arcade es un servicio de suscripción de videojuegos anunciado en el Apple Special Event el 25 de marzo de 2019 por Apple Inc. Está programado para lanzarse en iOS, iPadOS, macOS y tvOS en otoño de 2019.

## Características
Las características prometidas para Apple Arcade incluyen:
- El jugador puede continuar el estado del juego dentro de los dispositivos iPhone, iPad, Mac y Apple TV vinculados a la misma cuenta de iCloud.
- No hay anuncios ni compras en la aplicación para juegos en Apple Arcade.
- El jugador puede jugar sin conexión en cualquier momento y en cualquier lugar.
- Acceso a Apple Arcade para hasta seis miembros de la familia por cuenta de iCloud.
- La privacidad de los jugadores está protegida.
- Los controladores DualShock 4 y Xbox One serán compatibles con todas las plataformas, además de los controladores con certificación MFi.

## Juegos
Se cuenta con 180 juegos nuevos y exclusivos, dentro de los que destacan NBA  2K21 Arcade edition, NBA 2K23 Arcade edition, Sonic Racing, Lego Brawls, Persecución de Cangreburger y Rayman Mini.